# 南国城报·居周刊
《南国城报·居周刊》是广西日报社旗下的房地产报纸，创办于2007年4月19日。
该报同时还设立桂林版、柳州版 - 《居桂林》、《居柳州》。